# Voltamperometría de onda cuadrada

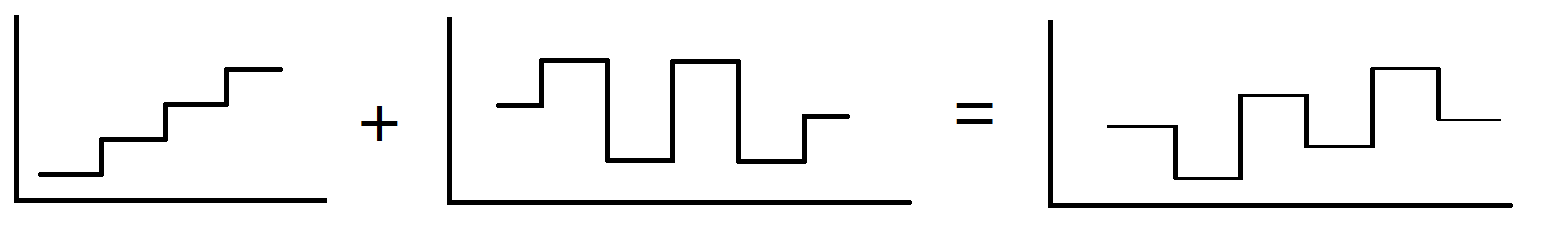
Imagen que explica el origen de la forma de onda del potencial en el análisis por voltamperometría de onda cuadrada

La voltamperometría de onda cuadrada (SWV, por sus siglas en inglés) es una forma de voltamperometría de barrido lineal de potencial que utiliza una onda cuadrada combinada con un potencial de escalera aplicado a un electrodo estacionario. Tiene numerosas aplicaciones en varios campos como la medicina y en el desarrollo de sensores electroquímicos.

## Historia
Cuando Barker habló de ella por primera vez en 1957, el electrodo de trabajo utilizado era principalmente un electrodo de gota de mercurio (DME). Cuando se usa un DME, el área de la superficie de la gota de mercurio cambia constantemente a lo largo del experimento; por esta razón, a veces se requería un modelo matemático complejo para analizar los datos electroquímicos recopilados. La voltamperometría de onda cuadrada permitió la recopilación de los datos electroquímicos deseados dentro de una gota de mercurio, lo que significa que ya no era necesario un modelo matemático para tener en cuenta el área de la superficie cambiante del electrodo de trabajo. En resumen, la introducción y el desarrollo de esta técnica permitieron la recopilación rápida de datos electroquímicos confiables y fácilmente reproducibles utilizando electrodos de trabajo DME o SDME . Con las continuas mejoras de muchos otros electroquímicos (particularmente los Osteryoung ), la SWV es ahora una de las principales técnicas voltamperométricas disponibles en los potenciostatos modernos.

## Teoría
En un experimento voltamperométrico de onda cuadrada, se mide la corriente en un electrodo de trabajo (generalmente estacionario) mientras que el potencial entre el electrodo de trabajo y un electrodo de referencia se pulsa hacia adelante y hacia atrás a una frecuencia constante. La forma de onda del potencial se puede ver como una superposición de una onda cuadrada regular sobre una escalera subyacente (consulte la figura anterior); en este sentido, la SWV puede considerarse una modificación de la voltamperometría de escalera.
La corriente se muestrea en dos momentos: una vez al final del pulso de potencial directo y otra vez al final del pulso de potencial inverso (en ambos casos inmediatamente antes de que se invierta la dirección potencial). Como resultado de esta técnica de muestreo de corriente, la contribución a la señal de corriente resultante de la corriente capacitiva (a veces denominada no faradaica o de carga) es mínima. Como resultado de tener un muestreo de corriente en dos instancias diferentes por ciclo de onda cuadrada, se recopilan dos formas de onda de corriente; ambas tienen valor de diagnóstico y, por lo tanto, se conservan. Cuando se ven de forma aislada, las formas de onda de corriente directa e inversa imitan la apariencia de un voltamperograma cíclico (que corresponde a las mitades anódica o catódica y que son dependientes de las condiciones experimentales).
A pesar de que las formas de onda de corriente directa e inversa tienen valor de diagnóstico, en la SWV casi siempre el software del potenciostato traza una forma de onda de corriente diferencial derivada de restar la forma de onda de corriente inversa de la forma de onda de corriente directa. Esta curva diferencial luego se traza contra el potencial aplicado. Los picos en el gráfico de corriente diferencial frente al potencial aplicado son indicativos de procesos redox, y las magnitudes de los picos en este gráfico son proporcionales a las concentraciones de las diversas especies activas redox de acuerdo con:
{\displaystyle \Delta i_{p}={\frac {nFAD_{0}^{1/2}C_{0}^{*}}{(\pi t_{p})^{1/2}}}\Delta \Psi _{p}}
donde Δi p es el valor pico de la corriente diferencial, A es el área superficial del electrodo, C 0 * es la concentración de la especie, D 0 es la difusividad de la especie, t p es el ancho del pulso y ΔΨ p es un parámetro adimensional que mide la altura del pico en SWV en relación con la respuesta límite en la voltamperometría de pulso normal.

### Renovación de la capa de difusión
Es importante notar que en los análisis volamperométricos de onda cuadrada, la capa de difusión no se renueva entre ciclos potenciales. Por lo tanto, no es posible/preciso ver cada ciclo de forma aislada; las condiciones presentes para cada ciclo son una capa de difusión compleja que ha evolucionado a través de todos los ciclos potenciales anteriores. Las condiciones para un ciclo particular también son una función de la cinética del electrodo, junto con otras consideraciones electroquímicas.

## Aplicaciones
Debido a las contribuciones mínimas de las corrientes no faradaicas, el uso de una gráfica de corriente diferencial en lugar de gráficas de corriente directa e inversa separadas, y la evolución temporal significativa entre la inversión potencial y el muestreo de corriente, se puede obtener una detección de alta sensibilidad utilizando la SWV. Por esta razón, la voltamperometría de onda cuadrada se ha utilizado en numerosas mediciones electroquímicas y puede verse como una mejora de otras técnicas electroanalíticas. Por ejemplo, la SWV suprimió las corrientes de fondo mucho más eficazmente que la voltamperometría cíclica; por este motivo, las concentraciones de analitos en la escala nanomolar se pueden registrar utilizando una SWV en una CV.
El análisis SWV se ha utilizado recientemente en el desarrollo de un sensor voltamperométrico de catecol, en el análisis de un gran número de productos farmacéuticos, y en el desarrollo y construcción de un sensor de 2,4,6-TNT y 2,4-DNT.
Además de utilizarse en análisis independientes, la SWV también se ha combinado con otras técnicas analíticas, incluidas, entre otras, la cromatografía en capa fina (TLC) y la cromatografía líquida de alta presión.